# Tali Ploskov

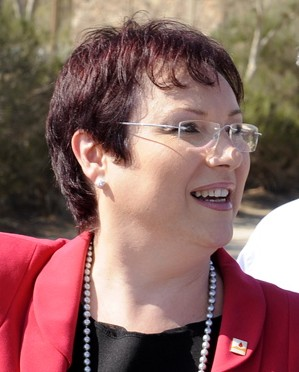
Tali Ploskov

Tali Ploskov (hebräisch טלי פלוסקוב; * 30. Juli 1962 in Bălți, Moldauische SSR, Sowjetunion) ist eine israelische Politikerin der Kulanu und Lehrerin.

## Leben
Ploskov studierte Lehramt und war als Lehrerin in der Sowjetunion tätig. 1991 wanderte Ploskov nach Israel aus, wo sie zunächst als Krankenschwester und später als Mitarbeiterin bei einer Bank arbeitete. Sie wurde in den Stadtrat von Arad gewählt. 2010 und erneut 2014 wurde sie zur Bürgermeisterin von Arad gewählt. Seit Mai 2015 ist Ploskov Abgeordnete in der Knesset.